# Herb gminy Aleksandrów Kujawski
Herb gminy Aleksandrów Kujawski – jeden z symboli gminy Aleksandrów Kujawski, ustanowiony 31 marca 2008

## Wygląd i symbolika
Herb przedstawia na tarczy koloru czerwonego czarną głowę żubra, przebitą srebrnym mieczem, a pod nim trzy złote kamienie. Są to elementy z herbów rodów Pomian i Sulima, związanych z terenami gminy. 